# Associazione Sportiva Cosenza 1960-1961
Questa pagina raccoglie le informazioni riguardanti l'Associazione Sportiva Cosenza nelle competizioni ufficiali della stagione 1960-1961.

## Rosa
| N. |                   | Ruolo | Calciatore         |
| -- | ----------------- | ----- | ------------------ |
|    | Italia (bandiera) | C     | Elio Ardit         |
|    | Italia (bandiera) | A     | Virginio Costa     |
|    | Italia (bandiera) | C     | Giovanni Costariol |
|    | Italia (bandiera) | C     | Mario Dalla Pietra |
|    | Italia (bandiera) | C     | Mario Delfino      |
|    | Italia (bandiera) | D     | Luciano Federici   |
|    | Italia (bandiera) | C     | Giorgio Fogli      |
|    | Italia (bandiera) | D     | Visconti Follador  |
|    | Italia (bandiera) | A     | Giuseppe Gallo     |

| N. |                   | Ruolo | Calciatore      |
| -- | ----------------- | ----- | --------------- |
|    | Italia (bandiera) | D     | Paolo Gatti     |
|    | Italia (bandiera) | A     | Sandro Joan     |
|    | Italia (bandiera) | A     | Agide Lenzi     |
|    | Italia (bandiera) | C     | Oriello Lugli   |
|    | Italia (bandiera) |       | Neazzi          |
|    | Italia (bandiera) | D     | Edoardo Orlando |
|    | Italia (bandiera) | C     | Francesco Rizzo |
|    | Italia (bandiera) | P     | Enzo Sartori    |
|    | Italia (bandiera) | D     | Giorgio Trocini |